# Нир-Хен
Нир-Хен (ивр. נִיר חֵ"ן‎) — мошав в Израиле на южной прибрежной равнине между Кирьят-Гатом и Ашкелоном. Административно относится к региональному совету «Лахиш». В 2020 году его население составляло 548 человек.

## История
В состав учредительного ядра мошава «Нир-Хен» вошли около девяноста молодых людей из Хайфы, откликнувшихся на вызов обосноваться в Негеве. В начале 1955 года пионерская группа ядра отправилась в Ибим, для временного обучения до создания постоянного пункта. Ядро принадлежало к союзу кибуцев и решило создать кооперативный мошав.
Первоначально предполагалось назвать поселение «Хила» в соответствии с названиями соседних поселений «Нога», «Зохар», «Нехора», получивших названия «Ор». Однако, когда 21 сентября 1955 года был заложен краеугольный камень мошава, то было объявлено, что оно будет называться «Нир-Хен», в память о 58 пассажирах сбитого в небе Болгарии самолёта «Эль-Аль» 27 июля 1955 года (в гематрии ивр. חֵ"ן‎ Хен=58).
«Нир-Хен» был основан как кооперативный мошав, тогда единственный в районе Хевель-Лахиш. Остальным членам ядра суждено было прибыть в мошав только весной 1956 года с завершением строительства домов. В первые годы в мошаве разводили свиней. Основополагающее ядро не смогло заполнить мошав, поэтому к нему направляли выпускников ядра Нахаль. В 1972 году в поселке было установлено 40 караванов для приема новых репатриантов из Франции, в которые были приняты 30 семей репатриантов.
В феврале 2016 года, к 60-летию со дня сбития самолёта, в мошаве был открыт памятник в память о 58 погибших при крушении самолёта.

## Культура
В мошаве два дня в неделю работал молодёжный клуб, в котором работала команда из 16 молодых преподавателей 10-12 классов. Число отдыхающих за последние годы значительно увеличилось и в настоящее время[когда?]

 составляет около 80 детей с 4 по 12 классы.

## Население
По данным Центрального статистического бюро Израиля, население на начало 2020 года составляло 548 человек.